# アイリーン・ミラクル
アイリーン・ミラクル（Irene Miracle、1954年1月24日 - ）は、アメリカ合衆国の女優。

## 出演作品
- ウォッチャーズ2
- パペット・マスター
- リック・スプリングフィールド／バンパイア・コップ
- スレット／脅迫
- 夜にまぎれて
- キリマンジャロの悪魔
- インフェルノ（ローズ・エリオット）
- ミッドナイト・エクスプレス
- 暴行列車